# Hardanger tingrett
Hardanger tingrett is een tingrett (kantongerecht) in de Noorse fylke Vestland. Het gerecht is gevestigd in Lofthus. 
Het gerechtsgebied omvat de gemeenten Eidfjord, Kvam en Ullensvang. Hardanger maakt deel uit van het ressort van Gulating lagmannsrett. In zaken waarbij beroep is ingesteld tegen een uitspraak van Hardanger zal de zitting van het lagmannsrett meestal worden gehouden in Bergen. 